# Bennur, Navalgund
Bennur là một làng thuộc tehsil Navalgund, huyện Dharwad, bang Karnataka, Ấn Độ.